# Jenő Brandi
Jenő Brandi (även Brandeiski), född 23 maj 1913 i Budapest, död 4 december 1980 i Budapest, var en ungersk vattenpolospelare. Han representerade Ungern i OS vid olympiska sommarspelen 1936 i Berlin och olympiska sommarspelen 1948 i London. Brandi gjorde sex mål i OS-turneringen 1936 som Ungern vann. I OS-turneringen 1948 tog Ungern silver och Brandi gjorde två mål.